# Cot Jeulepe
Cot Jeulepe är ett berg i Indonesien.   Det ligger i provinsen Aceh, i den västra delen av landet, 1 800 km nordväst om huvudstaden Jakarta. Toppen på Cot Jeulepe är 274 meter över havet.
Terrängen runt Cot Jeulepe är varierad.Runt Cot Jeulepe är det tätbefolkat, med 276 invånare per kvadratkilometer. Närmaste större samhälle är Banda Aceh, 16,6 km norr om Cot Jeulepe. Omgivningarna runt Cot Jeulepe är en mosaik av jordbruksmark och naturlig växtlighet.